# 异丙苯
异丙苯（化学式：C9H12），俗称枯烯、𬜢（Cumene），是一种难溶于水的无色液体。可溶于乙醇、乙醚、苯、四氯化碳，存在于原油中，具可燃性。
工业上用苯与丙烯发生傅-克反应生产异丙苯，所用的酸性催化剂是载于氧化铝上的固体磷酸催化剂。 用此法制得的异丙苯绝大部分都用于生产苯酚、丙酮，称为异丙苯法，中间体是異丙苯過氧化氫。少量用于合成香料、聚合反应引发剂等。